# Andria Zafirakou

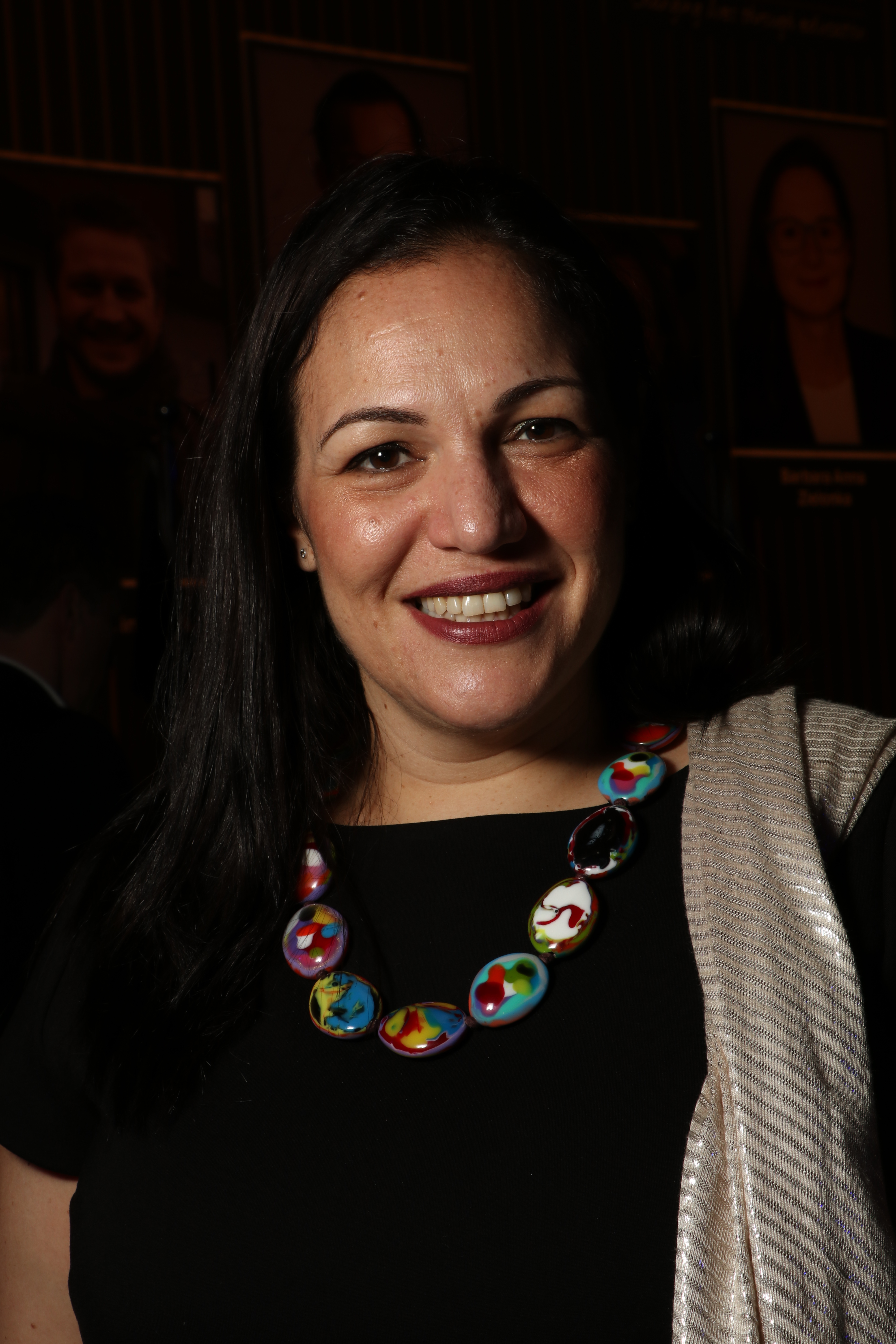
Andria Zafirakou, 2018

Andria Zafirakou (* 8. Dezember 1978 in London) ist die Gewinnerin des Global Teacher Prize 2018. Sie ist Lehrerin für Kunst und Textilien an der Alperton Community School im Nordwesten Londons, England sowie Autorin.

## Leben
Zafirakou wurde im Nordwesten Londons als Kind griechisch-zypriotischer Eltern geboren und besuchte staatliche Schulen in Brent und Camden. Sie hat ihre gesamte Lehrerkarriere an der Alperton Community School gearbeitet und ist mittlerweile stellvertretende Schulleiterin und leitet die berufliche Entwicklung des Personals. Sie ist verheiratet und hat zwei Töchter.
2018 gewann sie den mit einer Million Dollar dotierten „Global Teacher Prize“.
Sie verwendete das Preisgeld um ihre eigene Stiftung zur Förderung von Kunst für Schüler zu gründen.